# Гороховка (Вологодская область)
Гороховка — деревня в Харовском районе Вологодской области.
Входит в состав Разинского сельского поселения, с точки зрения административно-территориального деления — в Разинский сельсовет.
Расстояние по автодороге до районного центра Харовска — 39 км, до центра муниципального образования Горы — 4 км. Ближайшие населённые пункты — Федяково, Пауниха, Есиповская, Оброчная, Тарасовская, Денисовская, Курьяновская, Павловская.
По переписи 2002 года население — 6 человек.